# Светлост из прошлости (филм)
Светлост из прошлости (енгл. Everything Is Illuminated) је амерички хумористично-драмски филм из 2005. режисера Лијева Шрајбера, снимљен по истоименој новели Џонатана Сафрана Фора.

## Радња
Филм приказује доживљаје младог америчког Јевреја у потрази за женом која је прије много година спасила његовог дједа од смрти у малом украјинском градићу којег су покорили нацисти, а кроз којег га воде брбљиви украјински тумач језика Алекс и његов мрзовољни дјед.